# Pierre Daniël de la Saussaye Briët

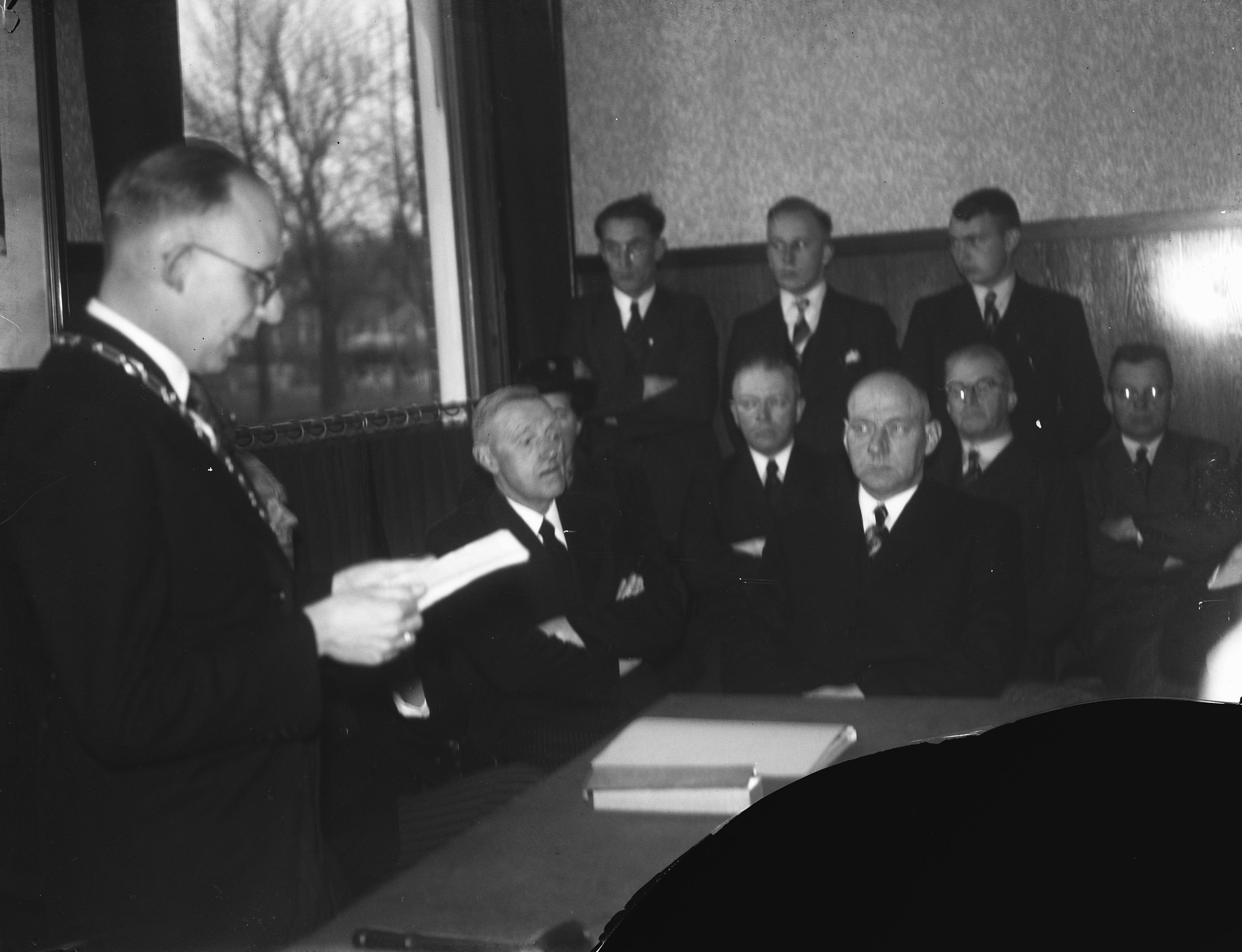

Pierre Daniël de la Saussaye Briët (Stad Doetinchem, 1 december 1911 – Meppel, 19 januari 1993) was een Nederlands politicus.
Hij werd geboren met de naam Pierre Daniël Briët als zoon van Catharinus Marius Briët (1881-1947; predikant) en Marie Chantepie de la Saussaye (1883-1966). Zijn geslachtsnaam is in 1913 bij koninklijk besluit veranderd in 'De la Saussaye Briët. Hij werd in 1933 reserve tweede luitenant bij de infanterie en promoveerde in 1937 tot reserve eerste luitenant. Hij is werkzaam geweest bij de gemeentesecretarie van Oegstgeest, Valkenburg en Woubrugge voor hij in 1938 aangesteld werd als ambtenaar ter secretarie in Maartensdijk. Rond november 1940 werd hij secretaris van de afdeling Haarlem van Winterhulp Nederland en daarna was hij bij Winterhulp Nederland chef van de afdeling organisatie voor de provincie Noord-Holland. De la Saussaye Briët was vanaf maart 1942 twee jaar burgemeester van Dwingeloo waarna hij werd opgevolgd door een NSB'er. In december 1945 volgde zijn benoeming tot burgemeester van de Wijk. De la Saussaye Briët zou die functie blijven vervullen tot december 1969. In 1993 overleed hij op 81-jarige leeftijd. ...